# Orsini Bertani
Orsini Bertani (Cavriago, 1869 – Montevideo, 1939) fue un editor ítalo-uruguayo.
De origen anarquista, Bertani cultivó amistad, entre tantos otros, con Malatesta y con Luigi Fabbri. Sus ideas lo hicieron un perseguido en su país, por lo que hubo de exiliarse en Francia y Argentina. Finalmente se establece en Montevideo, donde funda una editorial en la que impulsa a grandes escritores como Julio Herrera y Reissig, Rafael Barret, Ángel Falco, Ernesto Herrera, Manuel de Castro, Javier de Viana y Delmira Agustini. También fue propietario de una librería en la Ciudad Vieja, centro de reunión de literatos como Florencio Sánchez. Junto con Virginia Bolten y otros anarquistas apoyaron al gobierno de José Batlle y Ordóñez.
Su hija Orsolina fue madre del cineasta y cantante argentino Hugo del Carril.
Una calle de Montevideo lleva su nombre.